# Ron Haviv
Ron Haviv, född 1965, är en amerikansk fotojournalist.
Ron Haviv gick ut Northern Valley Demarest High School 1983 och examinerades senare från New York University. Sedan 1990-talet har han dokumenterat konflikter och humanitära kriser över hela världen. Han har arbetat med att öka uppmärksamheten på brott mot mänskliga rättigheter genom att delta i kampanjer inom flera frivilligorganisationer som Läkare utan gränser samt UNICEF och Internationella Rödakorskommittén.
Han grundade 2001 tillsammans med sex andra fotografer bildbyrån VII Photo Agency i New York.
Ron Haviv är känd för bilddokumentation av Balkankrigen, till exempel Slaget om Vukovar i Kroatien, Belägringen av Sarajevo, de serbiska krigsförbrytelserna i koncentrationsläger i Bosnien och Herzegovina och de etniska rensningar som genomfördes av Serbiska frivilligkåren (Arkans tigrar). Han har också fotograferat staden Ciudad Juárez i Mexiko, som var slagfält i Drogkriget i Mexiko med dagliga dödsfall av privatpersoner, poliser och kartellmedlemmar. Han har också täckt förstörelsen vid Jordbävningen i Haiti 2010 och den efterföljande koleraepidemin. Andra kriser och händelser som han dokumenterat är undernäring i Bangladesh, gängkrig och krig med polisen i Los Angeles i USA, 2009 års presidentval i Afghanistan, Inbördeskriget i Sri Lanka och den svåra situationen för barn krigets Darfur i Sydsudan.
År 2022 dokumenterade han Rysslands invasion av Ukraina.